# Tebet Timur
Tebet Timur is een plaats in het bestuurlijke gebied Jakarta Selatan in de provincie Jakarta, Indonesië. De plaats telt 18.969 inwoners (volkstelling 2010).